# دارواری (بلغارستان)
دارواری (به بلغاری: Darvari) یک منطقهٔ مسکونی در بلغارستان است که در تریاونا واقع شده‌است.